# Shivaree
Shivaree [ʃɪvəˈɹiː] ist eine US-amerikanische Musikgruppe.
In ihren Liedern verbindet die Band melancholischen Alternative Pop/Rock mit Alternative Country und Jazz-Elementen. Die Texte von Shivaree befassen sich in erster Linie mit Sängerin Ambrosia Parsleys Vergangenheit.
Shivaree ist ein alter Brauch in den Südstaaten der USA, bei dem die Freunde eines frisch verheirateten Ehepaares in der Hochzeitsnacht singen und auf Kochtöpfen lärmen, bis sie auf ein Getränk ins Haus eingeladen werden.

## Geschichte
Sängerin Ambrosia Parsley (geb. 23. Juni 1971 in Reseda, Californien) hatte ihren ersten Auftritt im Alter von sieben Jahren, als sie zusammen mit einer 99-köpfigen Senioren-Banjo-Band in einer Pizzeria in ihrer Heimatstadt auftrat. Mit dreizehn Jahren verließ sie ihr Elternhaus und reiste durch die USA. Parsley begegnete dem Gitarristen Duke McVinnie und begann mit ihm zu arbeiten. Zusammen mit ihm und dem Keyboarder Danny McGough gründete sie die Band Junebug. Nach einer Umbenennung in Shivaree nahm die Gruppe ihr erstes Album auf. Mit I Oughtta Give You A Shot In The Head For Making Me Live In This Dump und der Single-Auskopplung Goodnight Moon verbuchte sie vor allem in Europa Erfolge. Ins Rollen kam der Erfolg durch die Verwendung der Single in einem Werbespot in Italien. Hier belegte die Single drei Wochen lang Platz 1 der Hitparade. Der ungewöhnlich lange Name ihres ersten Albums stammt aus Green Acres, einer US-Sitcom aus den 1960er Jahren. In einer Episode versammelten sich die Menschen um eine Kuh, die ein Radio verschluckt hatte und aus deren Bauch ein Lied mit diesem Titel erklang.
Das zweite Album Rough Dreams erschien 2002, aufgrund von Streitigkeiten mit ihrer Plattenfirma Capitol Records jedoch nicht in den Vereinigten Staaten. Zu dieser Zeit stand die Band kurz vor der Auflösung.
Im April 2004 begann Ambrosia Parsley das Projekt Ambrosia Sings the News auf dem Radiosender Air America. Einmal wöchentlich fasst die Sängerin in einem kurzen Lied die Ereignisse der vergangenen Woche zusammen. Über iTunes wurde eine Single mit dem Titel 2004: The Year in Review – For Anyone Who Can Bear the Mere Thought verkauft. Im selben Jahr verwendete Quentin Tarantino das Lied Goodnight Moon im Abspann zu seinem Film Kill Bill – Volume 2.
Im Herbst 2004 veröffentlichten Shivaree die EP Breach auf dem Label Zoe Records, im Jahr darauf ihr drittes Album Who's Got Trouble?.
2007 folgte das Album Tainted Love: Mating Calls and Fight Songs. Dieses enthielt ausschließlich Coverversionen u. a. von Michael Jacksons Don’t Stop ‘Til You Get Enough, R. Kellys Half On A Baby und Looks That Kill, im Original von Mötley Crüe.

## Diskografie
- 1999: I Oughtta Give You A Shot In The Head For Making Me Live In This Dump
- 2002: Rough Dreams
- 2004: Breach (EP)
- 2005: Who’s Got Trouble?
- 2007: Tainted Love: Mating Calls and Fight Songs (Cover-Album)